# سيرجيو بينتو ريبيرو
سيرجيو بينتو ريبيرو (بالبرتغالية: Sérgio Pinto Ribeiro) هو سباح برازيلي، ولد في 27 مايو 1959 في بورتو أليغري في البرازيل.

## روابط خارجية
- سيرجيو بينتو ريبيرو على موقع أوليمبيديا (الإنجليزية)